# Antonio de Argüelles y Valdés
Antonio de Argüelles y Valdés (Meres, 13 de junio de 1643 – Madrid, 26 de abril de 1710) fue un aristócrata y político español, presidente del consejo de Castilla y marqués de Paranza.

## Biografía
Proveniente de una familia aristocrática de Asturias, emparentada con el inquisidor Fernando Valdés Salas. Se casó con María Antonio Herrera y la Concha, con quien no tuvo descendencia.
Comenzó estudios de Humanidades en la Universidad de Oviedo, y posteriormente los continuó en la Universidad de Salamanca (en el colegio mayor de san Bartolomé según Fayard, y en el menor de san Pelayo según Esperabé). Se licenció en Leyes en 1677, y desempeñó las cátedras de Instituta (1674-1676), de Código (1676-1677), Vísperas de Leyes (1677-1678) y Prima de Leyes (1678-1679). En 1679 abandonó el ejercicio de la enseñanza para ocupar la plaza de alcalde de crimen en la Chancillería de Valladolid. Se ganó renombre como jurisconsulto, lo que le permitió acceder a cargos de gran relieve de la magistratura y el gobierno. Fue nombrado oidor de la Chancillería de Valladolid en 1683, alcalde de casa y corte en 1685, fiscal del consejo de Indias en 1687, consejero del mismo en 1690, y consejero de Castilla en 1693. Hacia 1696 recibió el nombramiento de gobernador del consejo de Castilla, permaneciendo en el cargo hasta el 20 de marzo de 1698. Ese año, el rey Carlos II le concedió el título de marqués de la Paranza, pequeño coto entre Siero y Langreo, perteneciente a su familia. Su casa en Langreo se conserva parcialmente, aunque muy alterada por diferentes reformas. Fue consejero de Castilla hasta 1709, cuando entraron en Madrid las tropas del Archiduque Carlos. Falleció en Madrid el 26 de abril de 1710, siendo enterrado en el convento de los franciscanos.